# Jean-Marie Gustave Le Clézio
Jean-Marie Gustave Le Clézio (Niça, 13 d'abril del 1940) és un escriptor francès que fou guardonat amb el Premi Nobel de Literatura l'any 2008. A més a més, ha obtingut altres reconeixements per la seva obra, com el Premi Renaudot l'any 1963, el Premi Paul Morand el 1980 i va ser elegit pels lectors de la revista francesa Lire com el millor escriptor francès viu, l'any 1994.

## Biografia
Va néixer el 13 d'abril del 1940 a la ciutat de Niça, capital del departament dels Alps Marítims. Originari d'una família bretona emigrada a l'Illa Maurici al segle xviii, durant la seva infància va viure a Nigèria, on arribà amb sa mare quan tenia 7 anys. Tots dos anaven a retrobar el pare, que havia servit com a cirurgià en les Forces Armades britàniques durant la Segona Guerra Mundial i havia romàs a Àfrica.
Després del retorn a França, Jean-Marie Gustave Le Clézio feu els seus estudis al liceu Masséna, i després al col·legi literari universitari de Niça, a Ais de Provença, abans de marxar al Regne Unit, cap a Londres primer, i finalment Bristol. Després de doctorar-se, es traslladà als Estats Units d'Amèrica, on exercí de professor de literatura.

## Obra literària
Va començar a escriure als 7 anys i no ha parat d'escriure malgrat els seus nombrosos viatges. Després de la seva especialització en literatura francesa gràcies a la seva primera novel·la Le Procès-verbal, aconseguí la fama; fou seleccionada per al Premi Goncourt i obtingué el Premi Renaudot l'any 1963. Des de llavors, ha publicat una trentena de llibres, entre contes, novel·les, assajos, dues traduccions sobre el tema de la mitologia hindú, així com nombrosos prefacis i articles periodístics.
El 9 d'octubre del 2008 va ser guardonat amb el Premi Nobel de Literatura, i fou qualificat com l'escriptor de la ruptura, de l'aventura poètica i de la sensualitat extasiada, investigador d'una humanitat fora i sota la civilització regnant.

### Obra publicada
| - 1963: Le Procès-verbal - 1965: La Fièvre - 1966: Le Déluge - 1967: L'Extase matérielle - 1967: Terra Amata - 1969: Le Livre des fuites - 1970: La Guerre - 1970: Lullaby - 1971: Haï - 1973: Mydriase - 1973: Les Géants - 1975: Voyages de l'autre côté - 1976: Les Prophéties du Chilam Balam - 1978: Vers les icebergs - 1978: Mondo et autres histoires - 1978: L'Inconnu sur la Terre - 1980: Désert - 1980: Trois villes saintes - La Ronde et autres faits divers - Relation de Michoacan | - 1985: Le Chercheur d'Or - Diego et Frida - Voyage à Rodrigues - Le Rêve mexicain ou la pensée interrompue - Printemps et autres saisons - Onitsha - Étoile errante - Pawana - La Quarantaine - Le Poisson d'or - Gens des nuages - La Fête chantée - Hasard - Cœur Brûle et autres romances - Révolutions - 2004: L'Africain - 2006: Ourania - 2008: Ritournelle de la faim - 2011: Histoire du pied et autres fantaisies, nouvelles. |